# 羅吉茲納 (柳巴爾區)
49°46′25″N 27°43′24″E / 49.77361°N 27.72333°E
羅吉茲納（烏克蘭語：Рогізна）是烏克蘭北部的村莊，隸屬日托米爾州的日托米爾區。該村面積11.44平方公里，海拔高度262米，2001年人口284，人口密度每平方公里24.83人。